# Sutton Park (Midlands de l'Ouest)
Pour les articles homonymes, voir Sutton Park.
Sutton Park est un grand parc urbain situé à Sutton Coldfield, Birmingham, Midlands de l'Ouest, Angleterre. La majeure partie du parc est une réserve naturelle nationale; Les grandes pièces sont également le Scheduled monument. Sutton Park est l'un des plus grands parcs urbains du Royaume-Uni. Le parc couvre plus que 2400 acres selon une source, ou 900 hectares selon un autre. Il consiste en un mélange de landes, zones humides et marais, sept lacs, de vastes forêts anciennes (couvrant environ un quart du parc), plusieurs restaurants, un parcours de golf privé de 18 trous sur sa bordure ouest et un parcours de golf municipal au sud, un sanctuaire âne, des aires de jeux pour enfants et un centre d'accueil. Il n'y a pas de frais d'entrée au parc, mais il y a des frais de stationnement pour les voitures les samedis et dimanches pendant l'été. Un large éventail d'activités de loisirs sont pratiquées dans le parc, notamment la promenade de chiens, la randonnée à poney, le vélo et le cerf-volant, et il existe des zones pour piloter des modèles réduits d'avions et d'hélicoptères. De plus, une ligne de chemin de fer traverse le parc.

## Histoire

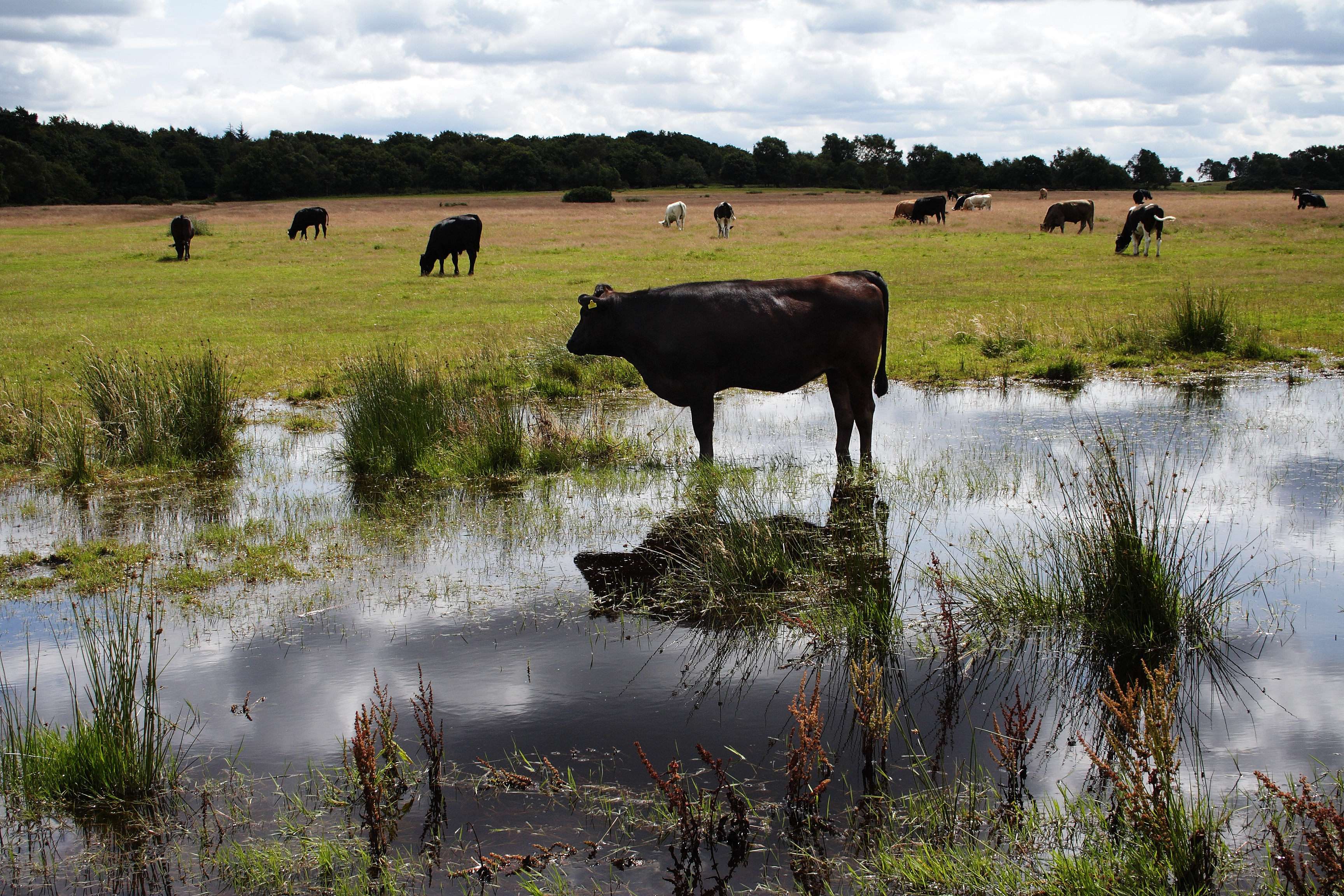
Bovins broutant des champs en temps de guerre, 2007

Tourbe - Cutting, près du puits de Rowton pendant la Seconde Guerre mondiale, a récupéré Silex Pointe de flèche à la base de la tourbe. Il y a des préhistoriques monticules brûlés et un ancien puits. Le parc contient une section préservée de la Icknield Street, une route romaine; La route sensiblement caméuse entre dans le parc près de la porte Royal Oak et sort vers le bien nommé Streetly, la "prairie par la rue pavée"; il est toujours possible de marcher sur la route. En 1909, deux pièces Roman ont été découvertes dans le parc. La reine cuivre, plantée en 1953, couvre désormais le site d'une ancienne tumulus, à partir duquel un «cercueil» en pierre a été déterré par antiquaire en 1808. Près de la piscine à black-root se trouvent les terrassements d'un ancien campement, l'origine de ceci n'est pas connue; peut-être qu'il s'agissait d'un lodge de chasse et il peut avoir été romain, Mercie ou Norman (ou même les trois, au fil du temps).

### Forêt royale
Le parc a été créé comme forêt royale par les rois anglo-Saxons de Mercie, de leur siège à Tamworth vers le IXe siècle. Au début du XIIe siècle, il était utilisé comme une Deer Park Normande. La terre a été donnée au peuple de Sutton Coldfield par Henri VIII en 1528 après John Vesey, un ami du roi, l'a demandé comme présent au peuple du peuple du peuple du peuple du peuple du peuple du peuple du peuple du peuple du peuple du peuple du peuple du peuple du peuple du peuple du peuple du peuple du peuple du peuple du peuple du peuple Sutton Coldfield. On pense que le Charbon de bois qui a eu lieu dans le parc a donné à Sutton Coldfield la deuxième partie de son nom.

### Piscine Wyndley

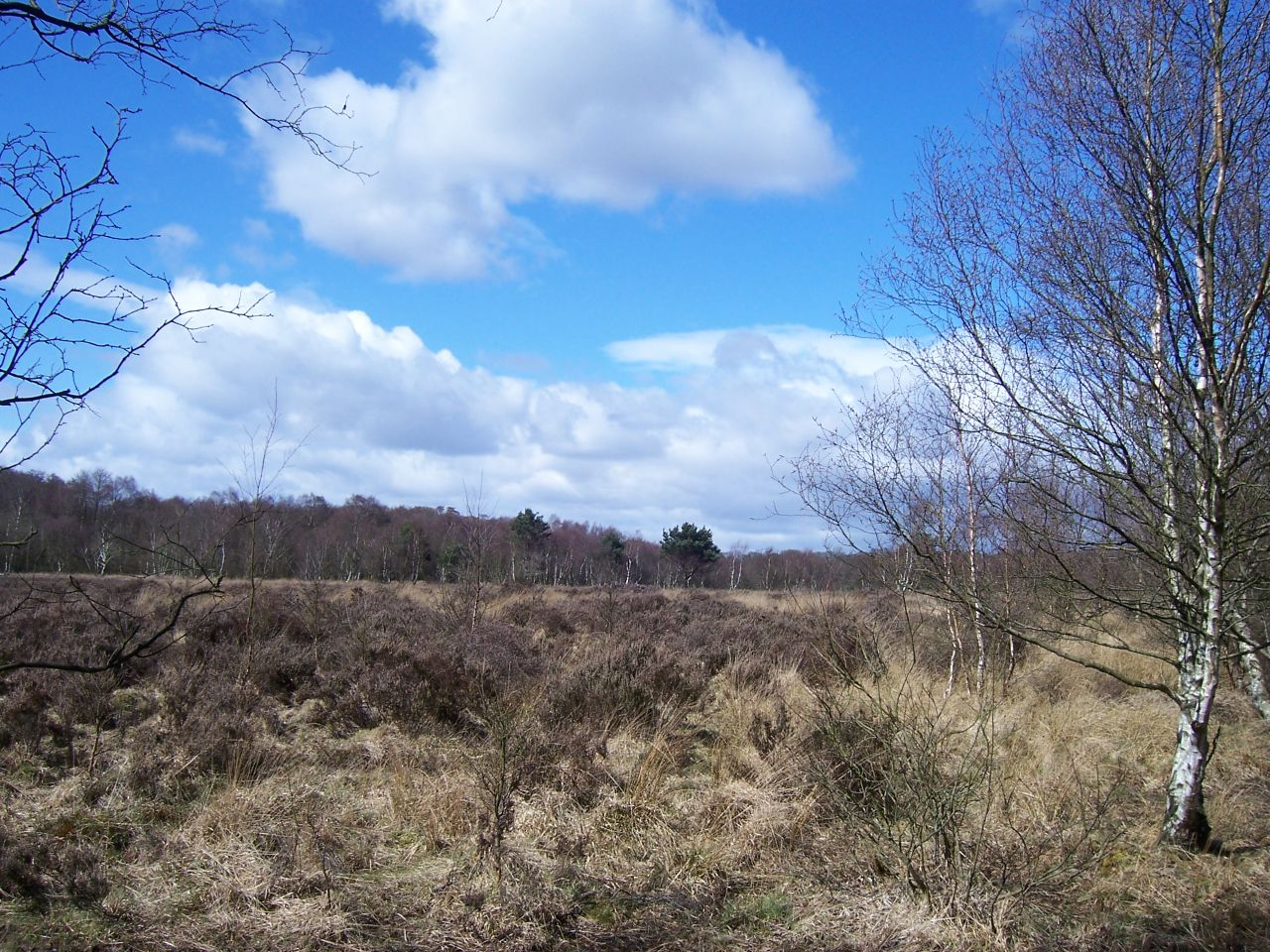
Zone de landes à Sutton Park

La piscine de Wyntdley est la plus ancienne du parc, datant peut-être du XIIe siècle ou même plus tôt. La maison du steward royal était assise sur le bluff surplombant la piscine de Wyndley. La piscine du gardien et la piscine de Bracebridge datent du XVe siècle. La piscine de Powell, la piscine Longmoor et le black-root datent du XVIIIe siècle, et ont été créées pour courir moulin à eau. Il y avait une autre piscine à Boldmere, maintenant à l'extérieur du parc, mais cela a depuis disparu. La majeure partie du parc n'a pas été perturbée depuis lors. La zone de Ladywood, à Four Oaks, a été prise pour le logement, mais en échange de la région de prairie de prairie près de la ville a été ajoutée au parc, permettant ainsi la construction d'un nouveau parc de la route depuis la ville.

### Gare
Une ligne de chemin de fer, la Ligne Sutton Park, a été construite à travers le parc en 1879 et le parc avait sa propre gare. L'avènement du chemin de fer et la nouvelle entrée de la ville ont considérablement augmenté le nombre de visiteurs du parc. La gare dédiée du parc a été fermée en 1964 et la ligne ne dessert plus que des trains de marchandises.

### Chemin de fer miniature de Sutton

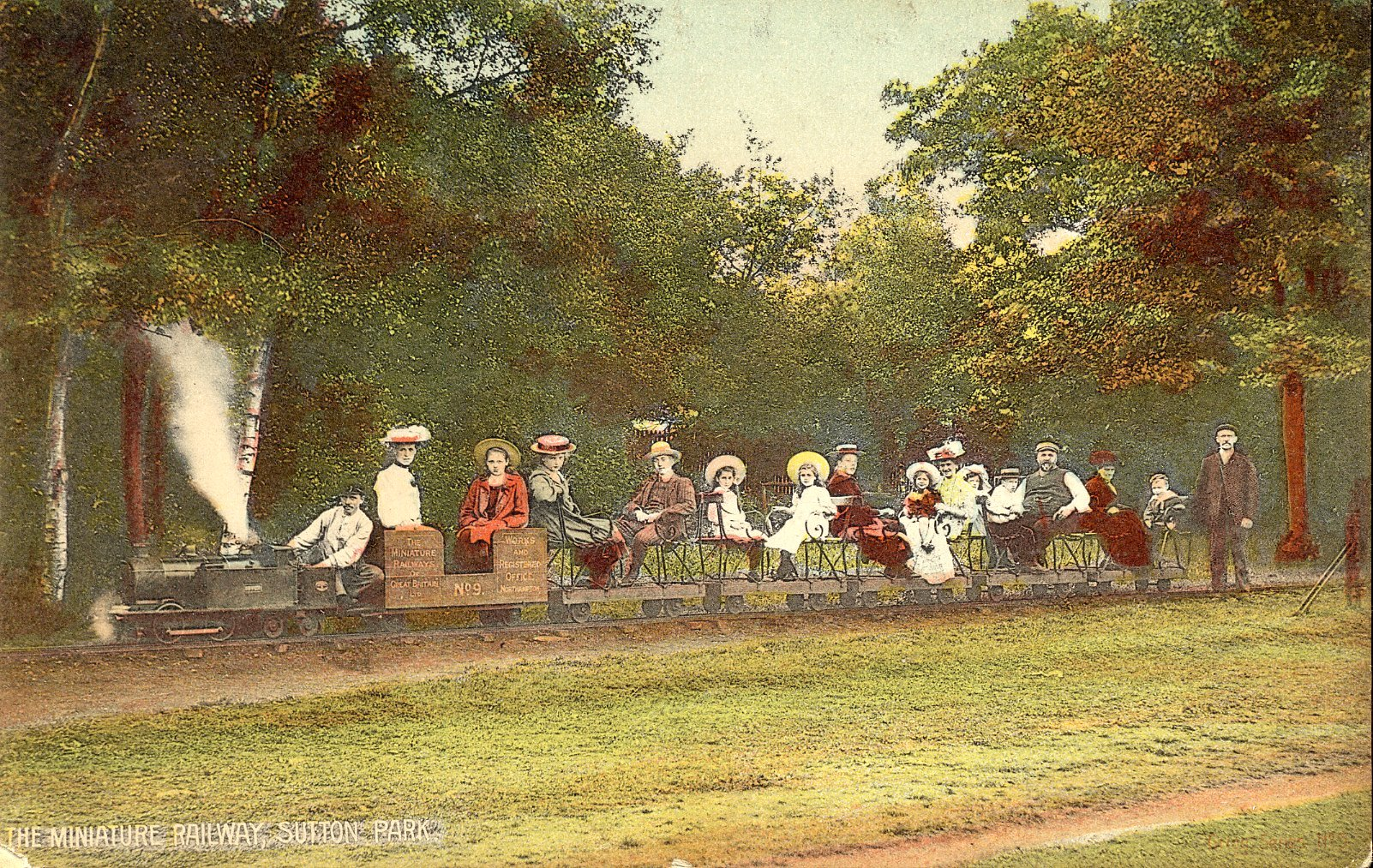
Carte postale montrant la locomotive «Nipper» et train, sur le chemin de fer miniature.

Le Sutton Miniature Railway s'est déroulé près de l'actuel Centre de loisirs de Wynedy, de 1905 jusqu'aux années 1960, date à laquelle il a été démantelé et l'équipement mis en magasin. Le hangar de stock et de moteur est maintenant au Chemin de fer léger de la côte de Cleethorpes.

### Camps en temps de guerre
Pendant la Première Guerre mondiale, des camps de convalescence ont été construits dans le parc. Pendant la Seconde Guerre mondiale, d'autres camps ont été construits ; ceux-ci ont d'abord été utilisés pour les extraterrestres ennemis, puis pour les forces États-Unis avant le Jour J, et enfin pour les allemands nazis et les prisonniers de guerre italiens.

### Scoutisme
En 1957, le 50e anniversaire de Scoutisme a été célébré lorsque le Jamboree mondial de 1957, tenu simultanément avec le 6e Moot Scout mondial et le 2e Scout Mondial Indaba, a eu lieu Dans le parc, avec des participants du monde entier. L'événement est commémoré par un pilier en pierre court au centre du parc.

### Radio 1 Roadshow
Le dimanche 30 août 1992, 100 000 fans ont assisté au BBC Radio 1 plus grand Roadshow pour célébrer le 25e anniversaire de Radio 1 avec des performances en direct de groupes tels que Del Amitri, Aswad, The Farm et Status Quo. Des bus gratuits ont été fournis par National Express West Midlands et un grand navire Radio 1 Air flottait au-dessus du parc,.

### Lido
Il y avait un rare 1887 lido, pour la natation en plein air, à Geepers Pool, mais le Lido a fermé ses portes en 2003 après un incendie criminel, et a été entièrement brûlé en 2004. La zone de Lido a maintenant été délibérément reversée à Woodland et zone humide.

## Sports

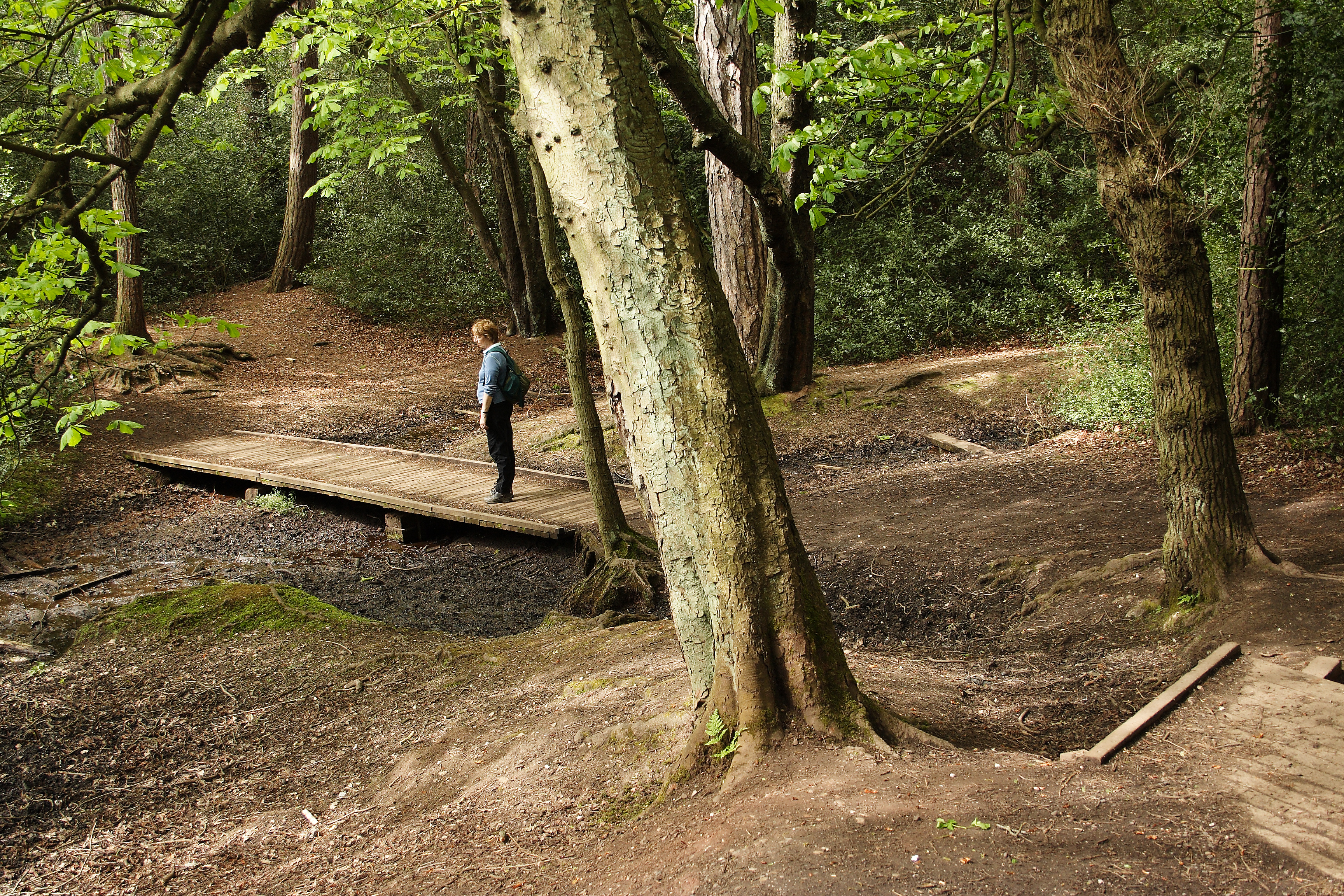
Bois près de Bracebridge Pool

Le parc est populaire pour un certain nombre de sports. Il s'agit notamment du VTT, la "Skeleton Hill" étant populaire auprès des cyclistes de descente. Deuxièmement, la voile et le canoë, qui se déroulent principalement sur Powell's Pool et enfin le club de kayak et de canoë sur Blackroot Pool avec le Royal Sutton Coldfield Canoe Club.
Les coureurs et les marcheurs profitent également au maximum du parc et de ses vastes sentiers et sentiers.
Un certain nombre d'événements de course à pied sont organisés dans le parc. Ceux-ci inclus:
- Seven Pools Run (mars)[7]
- Relais masculins en 12 étapes et relais féminins en 6 étapes dans les comtés de Midland (mars)
- Relais nationaux de 12 étapes masculins et de 6 étapes féminins de l'ERRA (avril)
- National Masters (BMAF) Open Road Relays (mai)
- Royal Mail 5k / 10k Fun Run (mai)
- Hill West 10k (mai)
- Great Midlands Fun Run (juin)
- Course pour la vie (juin)
- Fun Run 10k / 5k de la ville de Birmingham (septembre)
- Relais masculins en 6 étapes et relais féminins en 4 étapes dans les comtés de Midland (septembre)
- Birmingham Insurance Institute 5k / 10k Fun Run (septembre)
- Teach First's Run 10k + kids' 2k (septembre)
- Relais ERRA National masculin à 6 étapes et féminin à 4 étapes (octobre)
- Cinder Path Run (novembre)

Il y a un événement gratuit de 5 km parkrun dans le parc à 9h00 tous les samedis, à partir de Banners Gate.
L'événement de triathlon de la ville de Birmingham s'est tenu en juillet avec l'étape de natation en eau libre qui se déroule à Powell's Pool.
Be Military Fit organisent des cours de fitness jusqu'à six jours par semaine dans le parc près de la porte Boldmere.
Il existe d'innombrables pistes cyclables dans tout le parc pour toutes les capacités.
Des vidéos Gopro de différents itinéraires sont disponibles sur YouTube.
Il y a un parcours de golf de 18 trous près de l'entrée Streetly Gate du parc.
Il y a une section d'herbe sectionnée pour l'utilisation de modèles réduits d'avions et d'hélicoptères. Il se situe entre la porte Boldmere et la pierre du Jamboree et est accessible la plupart du temps en voiture depuis la porte Boldmere.
Sutton Park a également été utilisé pour le rallye automobile et était une scène populaire pour les spectateurs du Rallye de Grande-Bretagne dans les années 1970 et 1980.
Il existe également de nombreux sports nautiques dans le parc, notamment la pêche, l'aviron et la voile sur la piscine Powell du parc, où le Sutton Sailing Club (SSC) navigue régulièrement tout au long de l'année. Ils naviguent le mercredi soir et le dimanche après-midi pendant l'été et le dimanche matin pendant l'hiver. Le club de voile est situé près de la porte Boldmere. Bishop Vesey Grammar School rangée sur Powell's Pool.

## Faune
Engoulevents anciennement élevés dans le parc ; le dernier enregistré datant de 1957, l'année du scout Jamboree. Depuis lors, il n'y a eu que deux observations, en 1974  et 2005. Le lagopède des saules et le tétras lyre étaient dans le parc jusqu'en 1868 et 1897 respectivement.

## Statut actuel

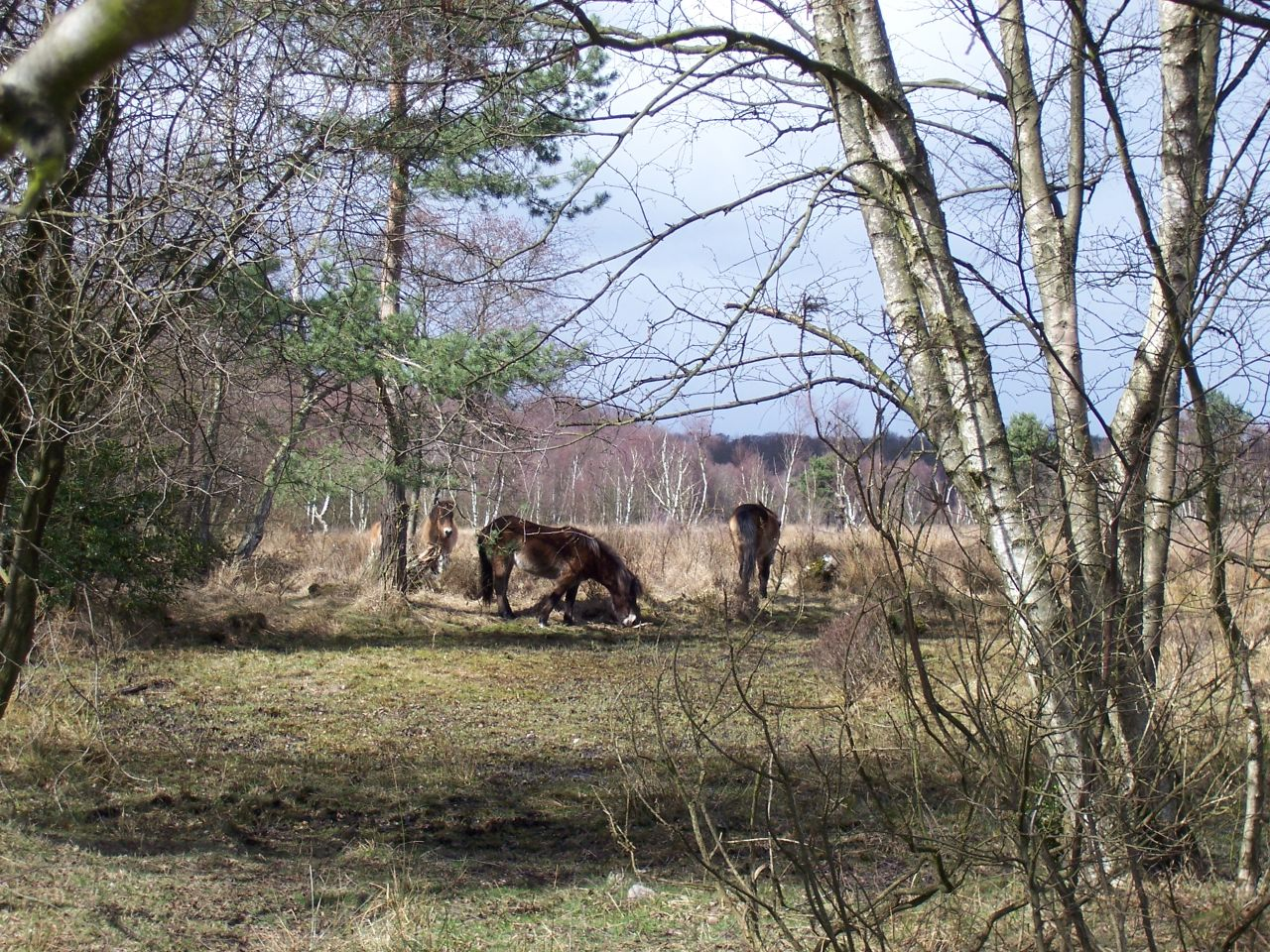
Exmoor courir librement à Sutton Park

En 1997, la nature anglaise a désigné la plupart de Sutton Park a Réserve naturelle nationale et il figure sur la liste des parcs et jardins historiques reconnus. En juillet 2005, un schéma de «gardien de temps» de 20 ans a été annoncé, ce qui éliminera les espèces étrangères des boisés anciens et restaurera les variétés indigènes comme Chêne, Frêne et Fagus.

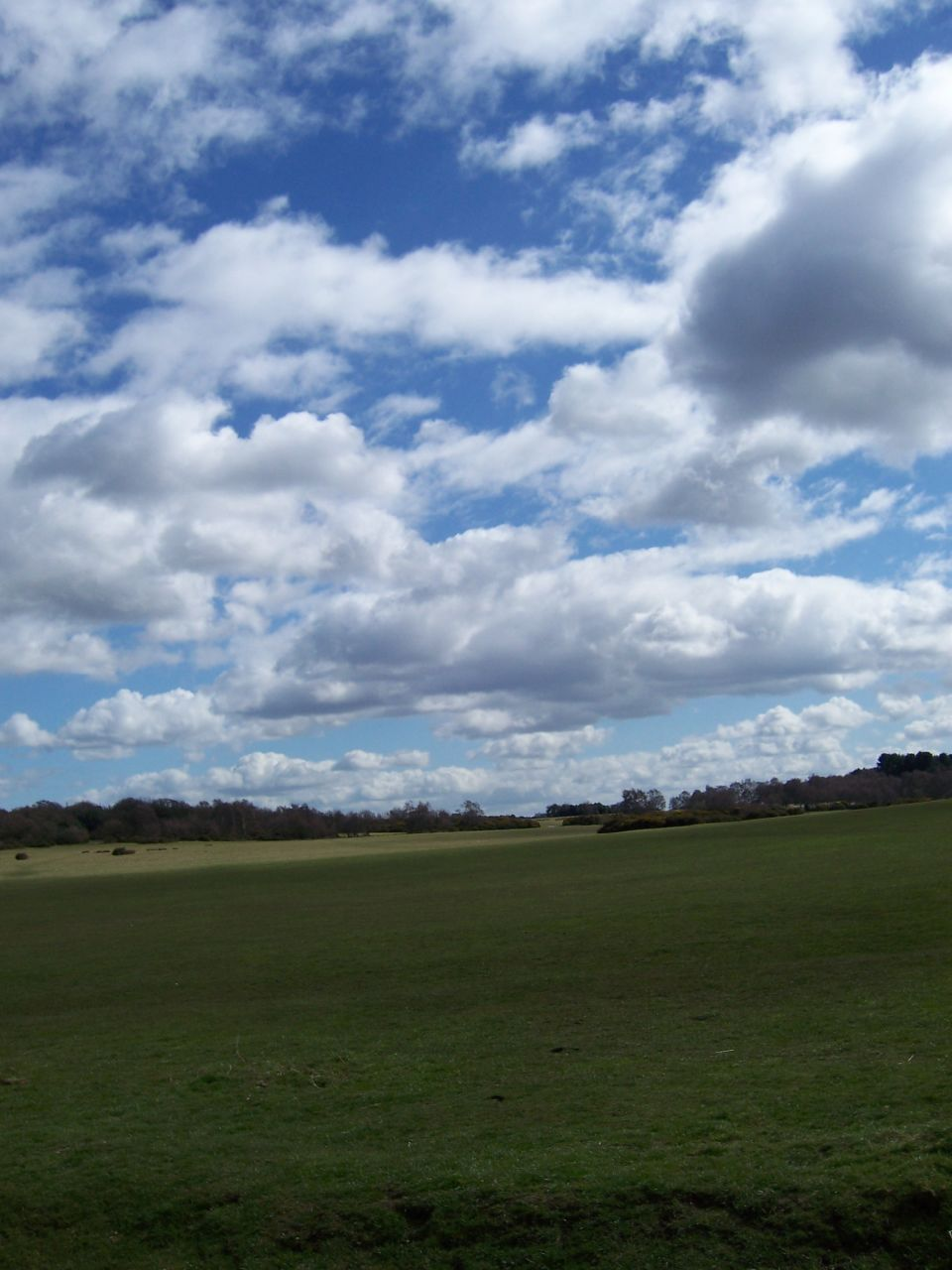
Open field at Sutton Park

Le parc est actuellement géré par Conseil municipal de Birmingham; Mais en juillet 2004, il a été annoncé que le contrôle serait transféré aux conseillers locaux pour Sutton Coldfield.

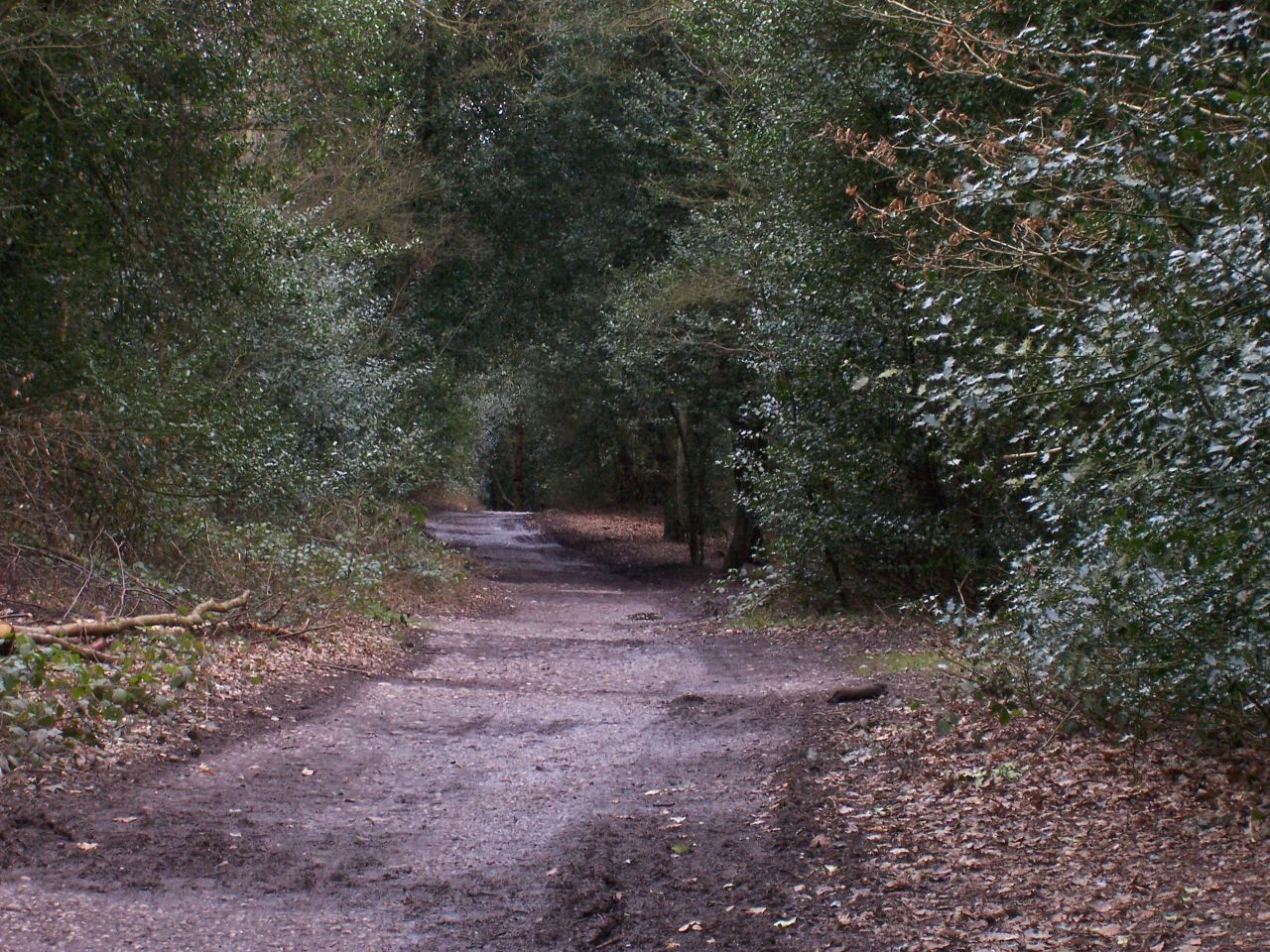
Un "chemin" à travers les bois

Les routes sont revenues à leur ancien statut « fortement restreint ». Il y a encore un trafic automobile considérable à l'intérieur et à l'extérieur du parc, principalement des familles avec enfants, des promeneurs de chiens, des pilotes de cerf-volant / modèle réduit d'avion et d'autres utilisations récréatives. Cependant, le « trafic de transit » à travers le parc est maintenant complètement bloqué par des barrières solides sur les principales routes de liaison, semblables aux barrières existantes à toutes les entrées et sorties de route, qui s'ouvrent et se ferment au crépuscule et à l'aube. Cette mesure a considérablement réduit l'utilisation du parc comme raccourci aux heures de pointe (notamment entre Boldmere et Streetly), avec un impact notable sur la congestion des routes locales autour du parc. L'avantage de la restriction de la circulation est l'amélioration de l'agrément du parc ; avec un air plus pur, des routes plus sûres pour les marcheurs et les cyclistes, et une pollution sonore visuelle et visuelle considérablement réduite, ainsi qu'une usure réduite des surfaces routières mal entretenues et délabrées.
Les limites de vitesse sur les routes à travers le parc ont été réduites à deux reprises, passant de 30 mph à 20 mph dans les années 1980 et à 5 mph en 2004. De plus, dans les zones piétonnes (zones qui étaient autrefois des routes pour les voitures, mais qui sont maintenant fermé aux véhicules, sauf pour la circulation des secours/gardes forestiers), de nombreux ralentisseurs ont été supprimés.
La fête foraine commerciale pour les petits enfants à côté de Powell's Pool continue de fonctionner, attirant d'importantes affaires. Il propose des manèges tels qu'une piste de go-kart en guirlande (avec des tunnels « effrayants ») et des balançoires à corde de cloche à commande manuelle pour deux personnes bateau pirate.
Il y a des Cadets de la Marine d'entraînement en cale sèche ("la corvette en béton") à Boldmere Gate avec le quartier général du 1er Sutton Coldfield Sea Scouts, et de l'autre côté du parc le 9e Éclaireurs de Sutton Coldfield.
Il y a maintenant un plus grand nombre de policiers dans le parc, en particulier à la porte principale, Town Gate. Cela a aidé à arrêter le vandalisme et les incendies criminels dans le parc, cependant, certains incidents se produisent encore.
En décembre 2007, le National Cycle Network a remporté 50 millions de livres sterling lors d'un vote public. L'effet sur Sutton Park sera de construire The Plants Brook Route qui créera un chemin de vélo hors route libre d'East Erdington à Sutton Park.

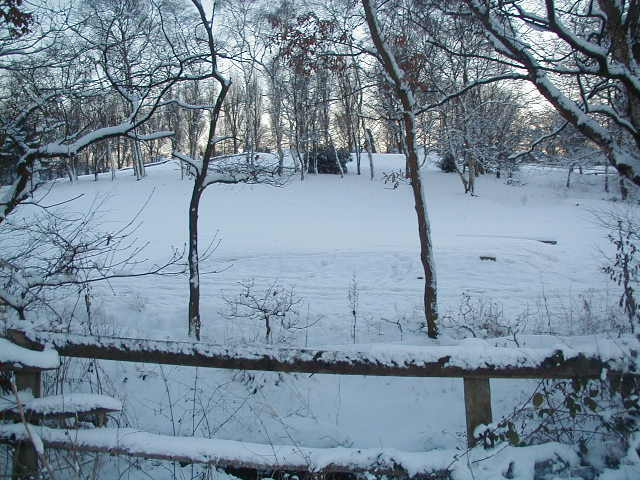
Une partie du terrain de golf en hiver

En février 2008, une étude de faisabilité du conseil municipal a examiné la possibilité de faire circuler à nouveau des trains de voyageurs dans le parc.
En septembre 2012, une épidémie d'E. coli O157 a été confirmé par l'Agence de protection de la santé. Sept personnes ont été contaminées durant les mois de juillet et août. Le parc est resté ouvert mais le Conseil municipal de Birmingham a conseillé aux enfants de moins de 10 ans d'éviter de visiter Sutton Park et aux visiteurs d'éviter tout contact avec les animaux et de se laver soigneusement les mains. En raison de l'épidémie, les comtés d'automne Midlands et les relais de la route nationale anglais ont été annulés en 2012.
Pendant la pandémie de Covid-19, l'exercice en plein air a été encouragé alors que les gens luttaient contre les effets physiques du confinement et des restrictions. Sutton Park est resté occupé même lorsque les installations du Wyndley Leisure Centre ont été fermées.